# Aroeiras do Itaim
Aroeiras do Itaim es un municipio del Piauí instalado el 1 de enero de 2005 y desmembramiento de áreas del municipio de Picos. Está localizado a 340 km de Teresina.

## Localización
| Noroeste: Paquetá              | Norte: Picos     | nordeste: Geminiano  |
| Oeste: Paquetá                 |                  | Este: Geminiano      |
| Sudoeste: Santa Cruz del Piauí | Sur: Itainópolis | Sudeste: Itainópolis |

## Historia
El poblado tuvo su origen alrededor de la mitad del siglo XIX, donde fueron formadas allí algunas comunidades negras recién libertados tras la abolición de la esclavitud, posteriormente agricultores de la región de Picos y Rodeador, actualmente Santo Antônio de Lisboa, adquirieron tierras y utilizaron de mano de obra a los negros.

## Lista de prefectos
| Ano  | Candidato vencedor       | Partido |
| 2004 | Gilmar Francisco de Deus | PP      |
| 2008 | Gilmar Francisco de Deus | PTB     |